# Calcarius ornatus
El escribano collarejo (Calcarius ornatus), también denominado escribano cuellicastaño y arnoldo ventrinegro, es una especie de ave paseriforme de la familia Emberizidae propia de América del Norte. Es migratoria, y se distribuye desde Canadá hasta México.

## Descripción
Mide 15-16 cm de longitud. En época reproductiva presentan un claro dimorfismo sexual: los machos se distinguen fácilmente porque las partes ventrales son completamente negras, a excepción de la garganta, que es amarilla. La nuca es de color castaño muy evidente. La cara presenta un patrón relativamente complicado, con corona negra (con una mancha blanca en la parte posterior), mejillas amarillentas rodeadas de dos líneas negras que convergen cerca de la nuca. Sobre los ojos hay una raya blanca, y hay dos manchas blancas en el cuello, a cada lado de la garganta. Las partes dorsales del cuerpo son pardas listadas, como las del gorrión doméstico (P. domesticus). La cola es otra característica distintiva, pues es blanca con un triángulo negro al centro.
Las hembras y los machos en invierno son de color pardo opaco, con rayas en la corona y algunas rayas en los flancos; muy parecidos a las hembras de gorrión doméstico y a las demás especies de Calcarius. En este caso, es patrón de coloración de la cola (blanca con un triángulo oscuro al centro) es la característica diagnóstica más evidente.

## Comportamiento
Se reproducen en las praderas del centro de Canadá y en centro y norte de los Estados Unidos. Las hembras ponen 4 o 5 huevos en un nido en forma de taza que construye sobre el suelo a partir de pasto. El macho canta y vuela para marcar su territorio. Su canto es débil y el llamado un chip-chip. Ambos padres alimentan a la progenie. 
En invierno, migran a las praderas y desiertos de planicies del suroeste de los Estados Unidos y norte de México. Prefiere áreas de vegetación menos abierta que el arnoldo de McCown (C. mccownii).
Se alimentan en el suelo, principalmente de semillas, pero los insectos también forman parte de su dieta. Forma grupos alimenticios de varios individuos fuera de la época reproductiva. También puede capturar insectos en el vuelo.